# Grupo focal

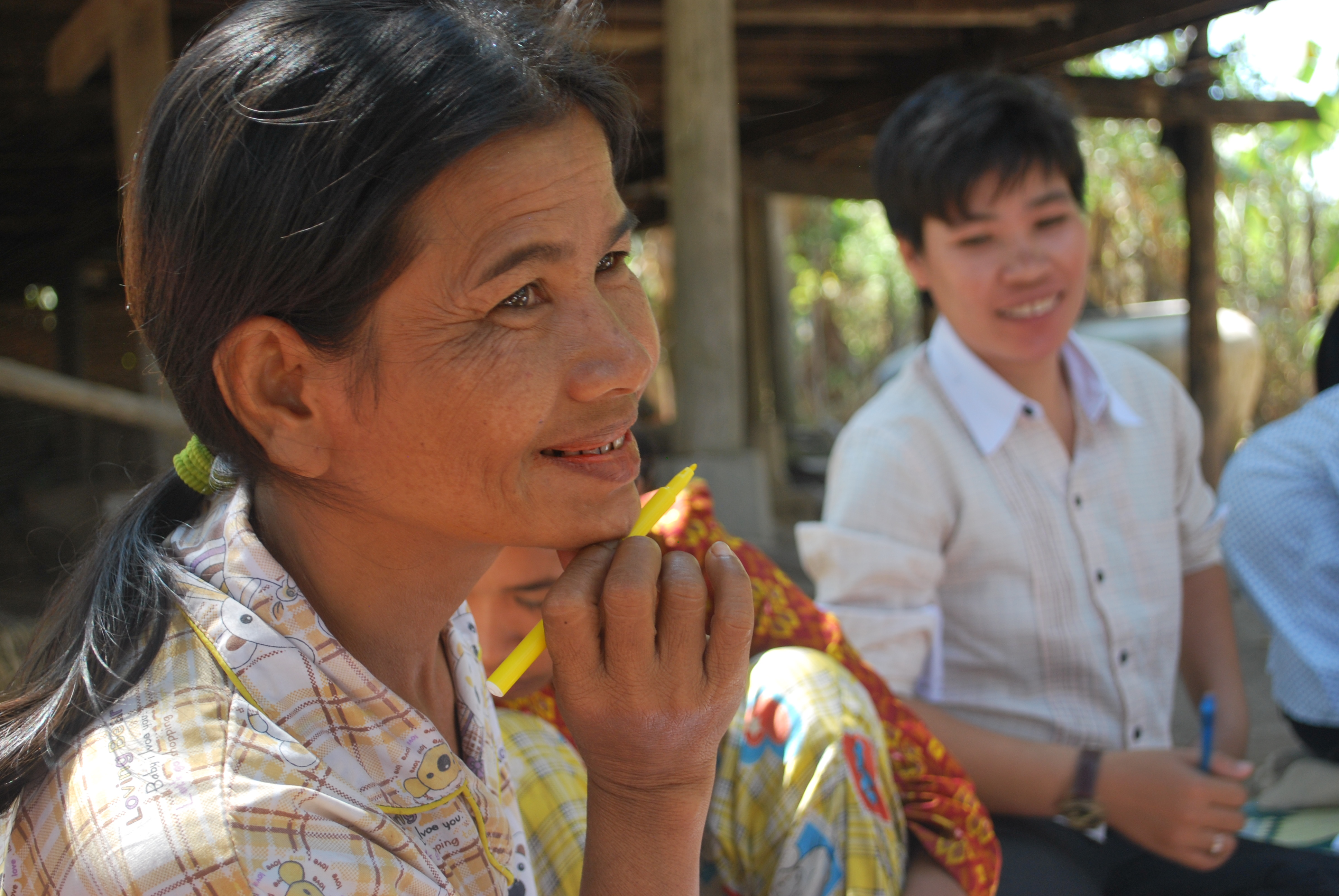
Em uma discussão de grupo focal na zona rural do Camboja, uma mulher com deficiência compartilha sua opinião sobre as barreiras ao acesso a serviços de violência de gênero.

As entrevistas de grupo focal constituem uma técnica de pesquisa bastante utilizada na área do Marketing. Trata-se de um método de pesquisa qualitativa, dada a ausência de medidas numéricas e análises estatísticas.

## Abordagens
De acordo com George Gaskell, no livro Pesquisa Qualitativa com Texto, Imagem e Som - Um Manual Prático] (2008), o grupo focal é muito utilizado no setor comercial, pois reduz o número de entrevistas necessárias e economiza tempo. Além disso, o grupo focal permite ao entrevistador observar a interação entre os participantes, que podem manifestar uma opinião coletiva ou se dividir em subgrupos com ideias opostas.
Assim, o grupo focal propicia um ambiente mais natural e holístico para a entrevista, pois os participantes levam em consideração a opinião dos outros para formular a própria. A interação numa entrevista em grupo, com participantes (que geralmente, não se encontraram antes da entrevista) compartilhando ideias e lidando com divergências, é mais natural e autêntica que a interação dual entre entrevistado e entrevistador, presente na entrevista individual. 

## Categorias
Pesquisas baseadas em grupos focais aplicam-se às categorias de pesquisas qualitativas descritas nos próximos três tópicos.

### Exploratória
A abordagem exploratória busca testar aspectos operacionais de uma pesquisa quantitativa ou quando o objetivo é estimular o pensamento científico.

### Fenomenológica
A abordagem fenomenológica tem como propósito transferir o pesquisador para o ambiente que não lhe é familiar, fazendo com que ele experimente o mesmo contexto da população pesquisada.

### Clínica
A abordagem clínica, por sua vez, tem o intuito de trazer à tona sentimentos e sensações que não seriam percebidos através de métodos de pesquisa estruturados, lidando com informações veladas, por vezes inacessíveis e inconscientes nos relacionamentos interpessoais.

## Como funciona
Para S. Caplan, os grupos focais são “pequenos grupos de pessoas reunidos para avaliar conceitos e identificar problemas”, o que os torna uma boa ferramenta de marketing para determinar as reações dos consumidores com novos e atuais produtos e serviços. Pesquisas desse gênero ocorrem em um lugar previamente selecionado e são orientadas por um guia elaborado pelo moderador, sem necessariamente limitar-se ou obrigar-se a ele. Seu objetivo central é identificar sentimentos, percepções, atitudes e ideias dos participantes a respeito de determinado assunto. Os usuários desta técnica a utilizam por crer que a energia gerada pelo grupo cria uma maior diversidade e profundidade de respostas, ou seja, um esforço combinado de pessoas que produz mais informações do que simplesmente o somatório das respostas individuais.
Para dar prosseguimento a uma pesquisa baseada nesta técnica, é necessário haver um moderador que administre o diálogo e estimule um ambiente de troca onde as pessoas se sintam à vontade para compartilharem suas ideias e opiniões.
O moderador é a peça-chave do sucesso de uma pesquisa baseada em grupos focais.
Para ele, é um desafio administrar a situação de tal forma que certas pessoas não monopolizem a discussão, não se sintam intimidadas pelo extrovertimento de outrem nem se mantenham em condição defensiva, conduzindo a reunião para que esta ultrapasse o nível superficial. Deve ter consciência de suas habilidades em dinâmica de grupo e de sua neutralidade em relação aos pontos de vista apresentados,  possibilitando, assim, uma discussão não-tendenciosa.
Os grupos selecionados para a pesquisa podem ser homogêneos ou heterogêneos, dependendo do objetivo da pesquisa. Na maioria das vezes é preferível ter pessoas de um grupo homogêneo na discussão. Entretanto, se o objetivo é provocar polêmica, um grupo heterogêneo certamente traz mais resultados.

## Métodos
No livro Pesquisa Qualitativa com Texto, Imagem e Som: um Manual Prático, George Gaskell cita alguns métodos utilizados pelos moderadores para realizar as entrevistas em grupo:
- Associação Livre - uma situação ou tema é apresentado e o moderador pede para os entrevistados falarem o que pensam. Mesmo que alguns membros do grupo ainda não tenham uma opinião formada, a partir da expressão de outros participantes eles podem fazer associações, concordar com o que já foi dito ou mostrar opiniões divergentes.
- Escolha de uma figura ou assunto - o moderador prepara oito a dez exemplos de um tema representado por figuras, que podem estar em cartazes, recortes de revistas ou fotografias. Ele pedirá ao grupo que divida essas imagens em dois grupos, a partir de um critério que deve ser definido pelos entrevistados. Essa técnica faz com que o grupo se manifeste coletivamente através de uma concepção unificada.
- Escolha de fotografias - fotografias de várias pessoas são apresentadas para o grupo e eles precisam responder perguntas como "quem dessas pessoas poderia...?" "quem dessas pessoas não poderia...?". Apesar das respostas obtidas através desse método serem muito baseadas em estereótipos, elas também podem apontar muito sobre as crenças pessoais de cada participante e questões mais abrangentes relacionadas ao tópico em questão.
- Dramatização - o moderador pede para que parte do grupo interprete uma situação (por exemplo: uma interação entre médico e pacientes) e pede para o resto do grupo assistir a interpretação.

A partir das dinâmicas, o moderador conduzirá a discussão, que poderá ser mais ampla ou focada em algum aspecto mais específico.

## Análise dos resultados
A etapa mais difícil da pesquisa é a análise dos resultados. Ao final, o moderador constrói um relatório contendo todo o material audiovisual e textual gerado na discussão e um resumo dos comentários mais importantes, além de acrescentar suas conclusões e recomendações. Dado o caráter subjetivo da pesquisa qualitativa e do envolvimento dos representantes da empresa com o problema, o moderador é a pessoa mais indicada para exprimir, com isenção, o que realmente se passou durante a discussão do grupo focal. O sucesso do grupo focal está relacionado diretamente à definição clara do objetivo da pesquisa e à boa escolha de pessoas com habilidades comunicativas e que compartilhem suas ideias e sentimentos.
Esse método de pesquisa sofre críticas em relação à validade de seus resultados e ao tempo excessivo de análise das respostas. Entretanto, elas são rebatidas sob o argumento de que ele é muito útil quando os pesquisadores buscam soluções criativas e inovadoras, coletando informações que não seriam obtidas com facilidade através de outras técnicas e geram resultados ilustrativos que fornecem um conjunto de ideias em relação ao tópico de interesse.